# Sulpice Huguenin
Sulpice Huguenin (Lorena, 1750 – Parigi, 10 settembre 1812) è stato un avvocato, scrittore e politico francese nel periodo della Rivoluzione.

## Biografia
Visse a Montbéliard, poi fu avvocato a Nancy prima della Rivoluzione. Nel 1778 ottiene un premio dall'Accademia di Lione per il suo Mémoire sur les Étangs, pubblicato nel 1779. Costretto a cambiare carriera, si arruola nei carabiniers, diserta e parte per Parigi dove diventa impiegato al dazio nel 1789.
Si mette in evidenza durante la presa della Bastiglia il 14 luglio 1789. Figura di spicco del sobborgo periferico di Saint-Antoine, fu molto attivo al Palazzo delle Tuileries durante la giornata del 20 giugno 1792, dove è considerato il leader della folla dei rivoltosi. Dopo la Giornata del 10 agosto 1792 viene nominato membro della Commune di Parigi, che presiede al suo esordio. Ha organizzato i massacri di settembre all'inizio del mese successivo, insieme con Méhée de La Touche e Jean-Lambert Tallien.
Alla fine di agosto, fu accusato, con gli altri Commissari provvisori del Consiglio generale della "Commune", di appropriazione indebita di fondi pubblici da una deputazione della sezione rivoluzionaria dei Longobardi. Nonostante le sue promesse, non fornisce giustificazioni. Nuovamente accusato di malversazioni nel 1793, viene difeso da Marat e Pache, il primo pubblicando il suo panegirico nel nº 236 de l'Ami du peuple, uscito nel luglio 1793.
Successivamente, il Consiglio Esecutivo lo incarica di missioni a Chambéry (26 settembre 1792), Lione e Bruxelles con Siblot.
Entrato al Ministero della guerra sotto Jean Baptiste Bouchotte, diventa l'assistente del generale Charles Philippe Ronsin.
Era in affitto con sua moglie, nel 1793, di una bella villa a Passy appartenente all'avvocato, ufficiale giudiziario e banditore d'asta Peureux de Meslay. Vi riceveva sfarzosamente Jacques-René Hébert, Jean-Jacques de Koch e il fornitore dell'esercito Jean-Jacques de Beaune.
Fu destituito dalle sue funzioni nel piovoso anno II (febbraio 1794), nel corso delle udienze del processo agli Hébertisti. In seguito si ritirò a vita privata e non ebbe più nessun incarico pubblico.